# پونت (فیلم)
پونِت (فرانسوی: Ponette‎) یک فیلم فرانسوی به کارگردانی ژاک دوایون محصول سال ۱۹۹۶ است. از بازیگران آن می‌توان به ویکتور تیویزول، ماری ترنتینیان، زاویه بووا، و کلیر نبوت اشاره کرد.
تاریخ اکران فیلم ۲۵ سپتامبر ۱۹۹۶ می‌باشد.